# ویلیام دوم سیسیلی
ویلیام دوم سیسیلی (انگلیسی: William II of Sicily؛ دسامبر ۱۱۵۳ – ۱۱ نوامبر ۱۱۸۹) پادشاه سیسیل بود.